# 弗雷什菲爾德冰原島峰
80°28′S 24°53′W / 80.467°S 24.883°W
弗雷什菲爾德冰原島峰（英語：Freshfield Nunatak），是南極洲的冰原島峰，位於科茨地，屬於沙克爾頓山脈中赫伯特山脈的一部分，海拔高度1,450米，在1967年由美國海軍拍攝空中照片，現時由南極條約體系管理。